# 군위군의 대구광역시 편입
군위군의 대구광역시 편입은 대구경북신공항 건립에 따라 군위군민의 요청에 의하여 대구광역시와 경상북도가 동의하여 2023년 7월 1일자로 군위군이 경상북도에서 제외되고 대구광역시로 편입된 일이다. 2023년 하반기 동안은 과도기간으로서 경상북도의 조례가 일부 적용되었고, 대구광역시내 군이 소관하지 않고 경상북도 산하의 군이 소관하는 업무도 군위군수가 소관했다. 2024년 1월 1일부터는 대구광역시의 조례가 완전히 적용되고 있다.

## 같이 보기
- 대구경북신공항
- 대구공항 이전계획
- 팔공산터널
- 한티재